# Comuna Variaș, Timiș
Variaș este o comună în județul Timiș, Banat, România, formată din satele Gelu, Sânpetru Mic și Variaș (reședința).

## Etimologie
Numele localității provine de la "Varju", care în maghiară înseamnă "corb". Denumirea "Várjás" se află probabil în legătură cu elementul heraldic al unei familii nobiliare dispărute.
După repopularea Variașului cu coloniști germani s-a încercat fără succes germanizarea numelui în Krähendorf. Numele Varias apare pe harta contelui Mercy din anul 1723 și este reluat pe hărțile de la 1753, 1777, respectiv 1783 (în forma Wariosch).
Imediat după unirea Banatului cu România în 1918, comuna a purtat denumirea oficială Dănciulești, denumire la care s-a renunțat cu ocazia reformei administrativ - teritoriale din 1925.

## Istoric

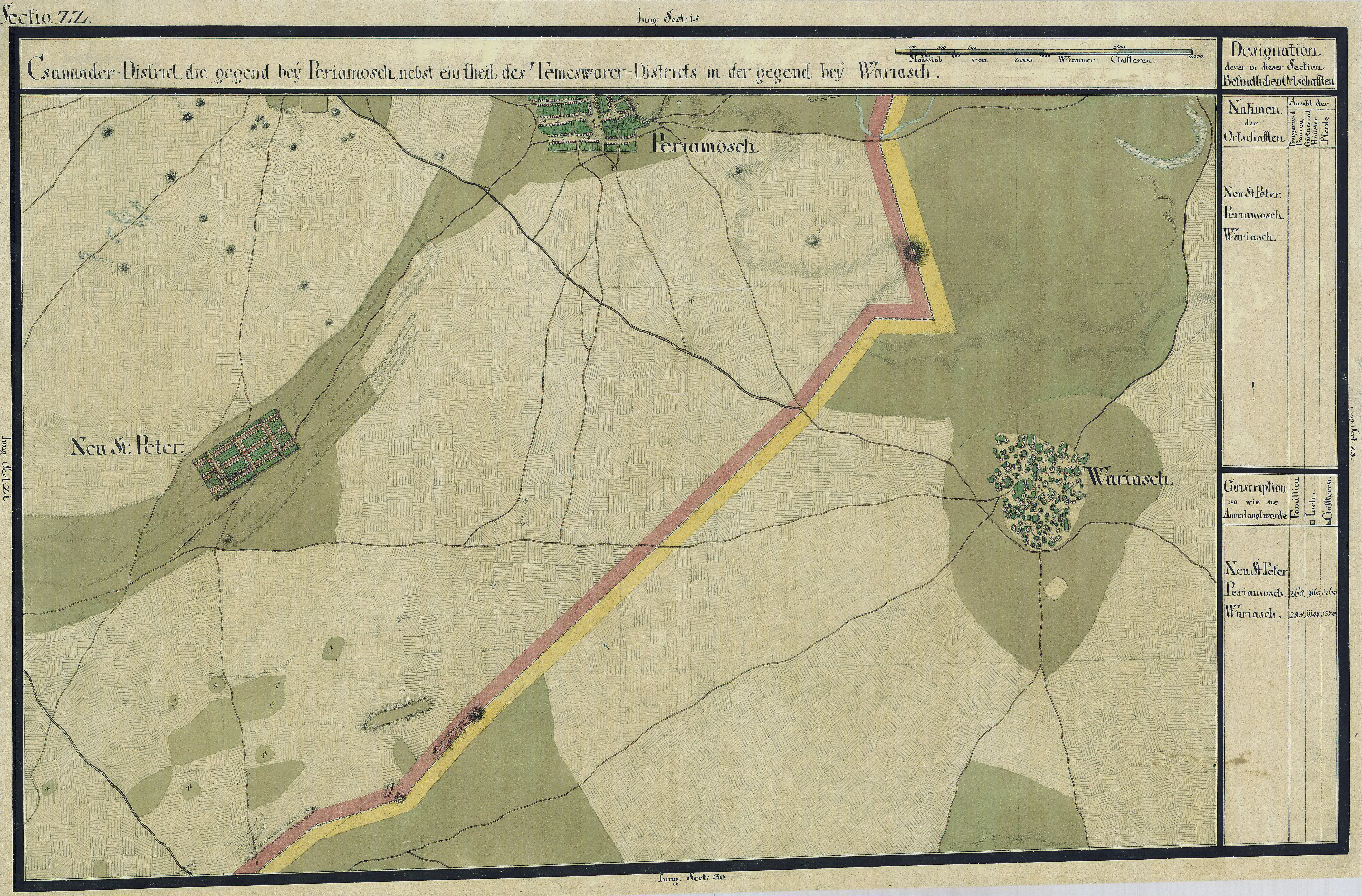
Variaș în Harta Iosefină a Banatului, 1769-72

Localitatea este atestată documentar pentru prima dată în anul 1333, într-un registru papal. Forma utilizată atunci a fost Varijas. Localitatea a fost domeniu regal (al coroanei maghiare) până în 1381, când a intrat în proprietatea lui Petrus și Nicolaus Maczedoniay. Ioannes Maczedoniay a donat Variașul în anul 1454 surorii sale Anna, văduvită Fargacs. În anul 1464 Variașul este atestat în proprietatea lui Felix Fargacs.
În 1466 Variașul a fost cumpărat pentru 500 guldeni de vestitul ofițer Ladislau Doczy, care s-a remarcat în victoria de la Semendria asupra Imperiului Otoman. Reședința lui Doczy se afla la Periam.
În secolul XVII, sub ocupația turcească, Variașul s-a depopulat. După izgonirea turcilor din Banat, în secolul XVIII, a urmat popularea cu coloniști sârbi și germani. În 1786 au venit șvabi bănățeni. În 1793 este atestată existența unei școli sârbești și a unei școli germane.
Variașul a fost locuit în principal de 3 naționalități. Fiecare naționalitate avea „propria” stradă. Se vorbea în Variaș despre „ulița valahă” (a românilor) și de „ulița sârbă”. Cea germană se numea „ulița centrală”.
În perioada interbelică Variașul a făcut parte din Plasa Periam, județul Timiș-Torontal.
Autoritățile comuniste au deportat în iunie 1951 o sută de familii germane din Variaș în Bărăgan, după cum urmează: 46 de familii în Perieți, 32 de familii în Fetești și 22 de familii în Mărculești, Ialomița, în total 275 de persoane. Deportații au efectuat muncă forțată până în ianuarie 1956. În casele rămase libere în Variaș au fost instalate familii de moldoveni. 24 dintre deportați și-au pierdut viața în Perieți, Fetești-Valea Viilor și Mărculeștii Noi (Viișoara, Ialomița).
Întoarcerea deportaților la Variaș a dus la conflicte cu familiile de moldoveni instalate în localitate, conflicte care au durat până în anii 1960, când au fost construite blocurile de locuințe pe terenul fostei locații a pompierilor voluntari germani din Variaș, concomitent cu decizia primelor familii de șvabi de a emigra în Republica Federală Germania.
În anul 1972, în prezența a 340 de refugiați șvabi din Variaș, a fost întemeiată la Waldkraiburg Asociația Șvabilor din Variaș. Prima întâlnire festivă (Heimattreffen) a șvabilor din Variaș în Republica Federală Germania a avut loc în anul 1975 la Waldkraiburg, în Bavaria.
Între 1968-1990 director al școlii din Variaș a fost Ion Stănică, originar din Leicești, Argeș.

## Monumente
1.Biserica romano-catolică cu hramul Sfântul Ladislau a fost consacrată în data de 27 iunie 1821 de episcopul Ladislaus Köszeghy von Remete, episcop de Timișoara între 1800-1828.
2.Biserica ortodoxă sârbă cu hramul Sfântul Nicolae a fost sfințită în data de 2 decembrie 1827 de protopopul de Timișoara, Iovan Vasici.
3.Biserica ortodoxă română cu hramul Pogorârea Sfântului Duh sfințită în anul 1992 de către mitropolitul Banatului, Nicolae Corneanu.

## Personalități locale
- Karl Huber (1827-1885) - violonist, compozitor, profesor[16]
- Nikolaus Engelmann (1908-2005) - actor, scriitor, ziarist.
- Sava Ilin (1935-1989) - compozitor, dirijor[17]
- Dușan Petrovici (n. 1938) - poet
- Ivo Muncian (n.1943) - scriitor, poet, publicist
- Vasile Șirli (n.1948) - compozitor
- Goran Mrakić (n. 1979) - scriitor, director al Editurii Uniunii Sârbilor din România
- Srdjan Luchin (n.1986) - internațional de fotbal

## Demografie
Componența etnică a comunei Variaș
     Români (67,75%)
     Sârbi (6,44%)
     Maghiari (5,89%)
     Romi (4,4%)
     Ucraineni (1,91%)
     Alte etnii (0,91%)
     Necunoscută (12,7%)
Componența confesională a comunei Variaș
     Ortodocși (63,95%)
     Ortodocși sârbi (8,45%)
     Romano-catolici (7,56%)
     Penticostali (4,42%)
     Baptiști (1,1%)
     Alte religii (1,15%)
     Necunoscută (13,38%)
Conform recensământului efectuat în 2021, populația comunei Variaș se ridică la 5.293 de locuitori, în scădere față de recensământul anterior din 2011, când fuseseră înregistrați 5.682 de locuitori. Majoritatea locuitorilor sunt români (67,75%), cu minorități de sârbi (6,44%), maghiari (5,89%), romi (4,4%) și ucraineni (1,91%), iar pentru 12,7% nu se cunoaște apartenența etnică. Din punct de vedere confesional, majoritatea locuitorilor sunt ortodocși (63,95%), cu minorități de ortodocși sârbi (8,45%), romano-catolici (7,56%), penticostali (4,42%) și baptiști (1,1%), iar pentru 13,38% nu se cunoaște apartenența confesională.

## Politică și administrație
Comuna Variaș este administrată de un primar și un consiliu local compus din 15 consilieri. Primarul, Nicolae Birău[*], de la Partidul Social Democrat, este în funcție din octombrie 2020. Începând cu alegerile locale din 2024, consiliul local are următoarea componență pe partide politice:
|  | Partid                          | Consilieri | Componența Consiliului | Componența Consiliului | Componența Consiliului | Componența Consiliului | Componența Consiliului | Componența Consiliului | Componența Consiliului | Componența Consiliului | Componența Consiliului |
|  | ------------------------------- | ---------- | ---------------------- | ---------------------- | ---------------------- | ---------------------- | ---------------------- | ---------------------- | ---------------------- | ---------------------- | ---------------------- |
|  | Partidul Social Democrat        | 9          |                        |                        |                        |                        |                        |                        |                        |                        |                        |
|  | Partidul Național Liberal       | 4          |                        |                        |                        |                        |                        |                        |                        |                        |                        |
|  | Alianța pentru Unirea Românilor | 2          |                        |                        |                        |                        |                        |                        |                        |                        |                        |

### Evoluție istorică
La recensământul din 1930 au fost înregistrați 4.233 locuitori, dintre care 2.361 germani, 1.575 sârbi, 108 români, 91 țigani, 69 maghiari ș.a. Sub aspect confesional populația era alcătuită din 2.357 romano-catolici, 1.769 ortodocși, 57 luterani, 12 reformați ș.a.
În 1968, din 4.808 locuitori, 1.635 erau români, 1.558 germani, 1.138 sârbi, 244 maghiari, 233 alții.

## Personalități născute aici
- Hans Kehrer (1913 - 2009), scriitor german;
- Srgian Luchin (n. 1986), fotbalist.